# Venta de Andar
Venta de Andar es una localidad y pedanía española perteneciente al municipio de Iznalloz, en la provincia de Granada. Está situada en la parte centro-oeste de la comarca de Los Montes. Cerca de esta localidad se encuentran los núcleos de Onítar, Campotéjar, Benalúa de las Villas y Dehesas Viejas.

## Demografía
Según el Instituto Nacional de Estadística de España, en el año 2024 Venta de Andar contaba con 4 habitantes censados, lo que representa el 0,08% de la población total del municipio.

### Evolución de la población
| Gráfica de evolución demográfica de Venta de Andar entre 2014 y 2024 |
|                                                                      |
| Datos según el nomenclátor publicado por el INE.                     |

## Comunicaciones

### Carreteras
Las únicas vías de comunicación que transcurren junto a esta localidad son:
| Identificador | Denominación                       | Itinerario                      |
| ------------- | ---------------------------------- | ------------------------------- |
| N-323         | Carretera de Sierra Nevada         | Bailén - Motril                 |
| A-403         | De Alcalá la Real a Dehesas Viejas | Alcalá la Real - Dehesas Viejas |